# Вишневе (Дубенський район)
Вишне́ве — село в Україні, у Демидівській селищній громаді Дубенського району Рівненської області. Населення становить 297 осіб.

## Назва
До 1968 р. село мало назву «Свищів».

## Географія

### Розташування
Селом тече річка Жабичі.

## Історія

### Археологічні знахідки
Археологічні знахідки (кам'яні сокири, молотки) свідчать, що ці землі були заселені ще в добу бронзи. Знайдено також римські монети ІІ ст.
15-18 вересня 1621 року відбувся напад татарської орди постраждало село Свищів (сучасна назва Вишневе)

### Російський період
У 1906 році село Свищів Княгининської волості Дубенського повіту Волинської губернії. Відстань від повітового міста 30 верст, від волості 2. Дворів 58, мешканців 465.
19 ст

Село на польській карті 1926 року

7 (20) листопада 1917 року, відповідно до Третього Універсалу Української Центральної Ради, увійшло до складу Української Народної Республіки.

### Незалежна Україна
12 червня 2020 року, відповідно до розпорядження Кабінету Міністрів України № 722-р від «Про визначення адміністративних центрів та затвердження територій територіальних громад Рівненської області», увійшло до складу Демидівської селищної громади Демидівського району.
19 липня 2020 року, в результаті адміністративно-територіальної реформи та ліквідації Демидівського району, село увійшло до складу Дубенського району.

## Населення
За переписом населення України 2001 року в селі мешкали 342 особи.

### Мова
Розподіл населення за рідною мовою за даними перепису 2001 року:
| Мова       | Відсоток |
| ---------- | -------- |
| українська | 99,42 %  |
| російська  | 0,58 %   |

## Відомі люди
- [10]Стецюк Феодосій Трохимович (нар. 1924 р.) — ветеран німецько-радянської війни. Був призваний на фронт у 1944 році, був поранений. Нагороджений орденами і медалями: орден «Вітчизняної війни І ступеня», орден «За мужність», медаль «Захиснику Вітчизни».[11]
- Стібиш Артур Віталійович (нар. 2003 р.) - учасник російсько-української війни. Загинув у боях під Києвом. Похований на кладовищі рідного села[12][13]. Нагороджений орденом "За мужність" III ступеня (посмертно).